# Mistrzostwa Polski w Boksie 1970

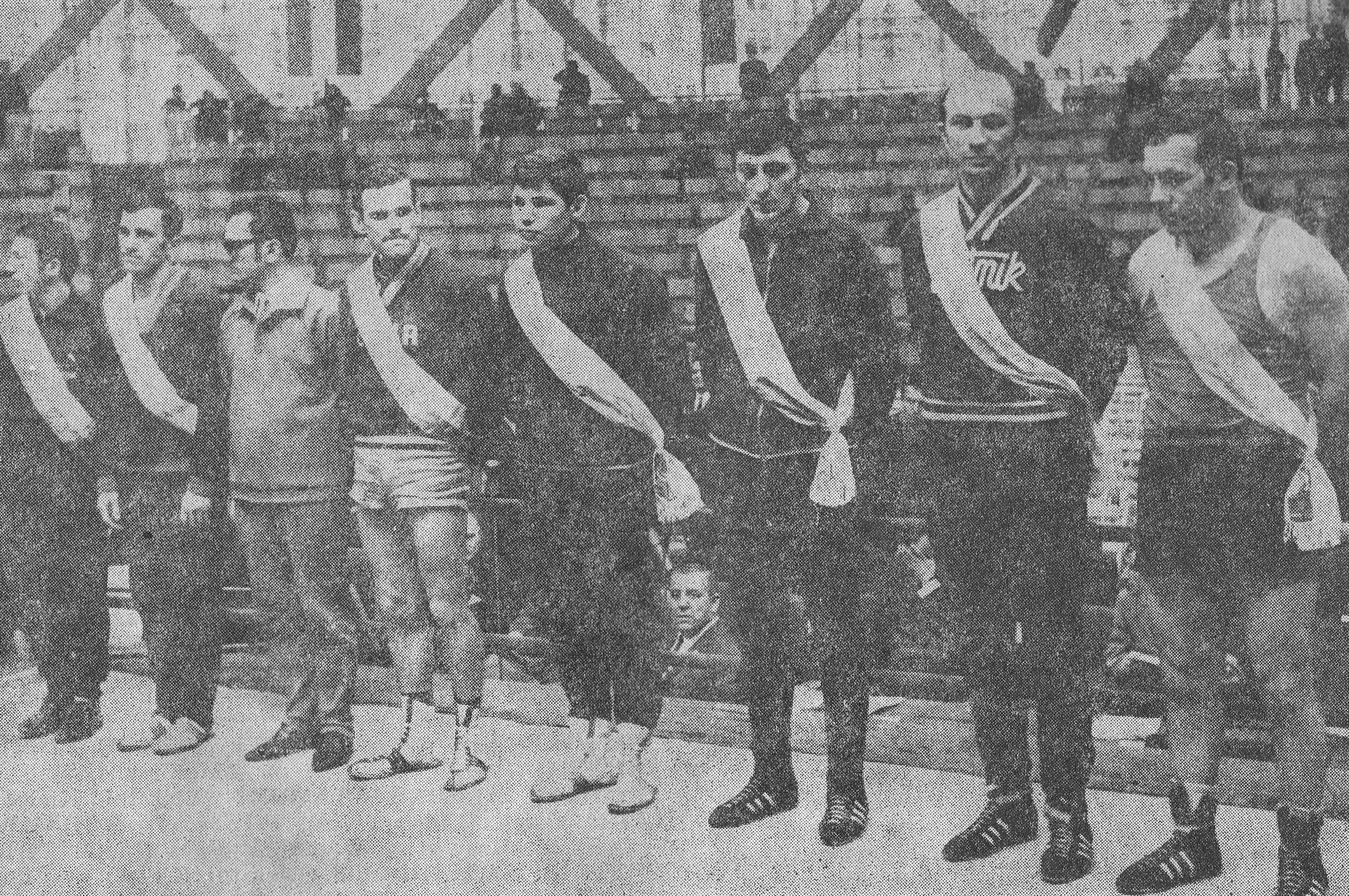
Medaliści Mistrzostw Polski w Boksie w Opolu w 1970 roku. Stoją od lewej: Roman Rożek, Jan Kokoszka, Bogdan Radzikowski, Jan Szczepański, Zbigniew Zakrzewski, Witold Stachurski, Stanisław Dragan i Lucjan Trela

41. Mistrzostwa Polski w boksie mężczyzn odbyły się w dniach 2 kwietnia – 3 maja 1970 roku w Opolu.

## Medaliści
| Kategoria:                        | Złoto:                                | Srebro:                           | Brąz:                                                                        |
| waga papierowa (do 48 kg)         | Roman Rożek (Turów Zgorzelec)         | Andrzej Wnuk (Błękitni Kielce)    | Zbigniew Bińczak (Lublinianka) Jan Chmiel (Górnik Wesoła)                    |
| waga musza (do 51 kg)             | Hubert Skrzypczak (Wybrzeże Gdańsk)   | Józef Witek (Gwardia Wrocław)     | Andrzej Jagielski (Gwardia Zielona Góra) Mieczysław Massier (Legia Warszawa) |
| waga kogucia (do 54 kg)           | Jan Kokoszka (Stal Rzeszów)           | Stanisław Dzienis (ŁTS Gliwice)   | Władysław Moruś (Turów Zgorzelec) Jerzy Wichman (Gwardia Warszawa)           |
| waga piórkowa (do 57 kg)          | Bogdan Radzikowski (Widzew Łódź)      | Jan Prochoń (Widzew Łódź)         | Zenon Heider (Zawisza Bydgoszcz) Jan Ryl (Górnik Wesoła)                     |
| waga lekka (do 60 kg)             | Jan Szczepański (Legia Warszawa)      | Jan Wadas (Górnik Wesoła)         | Marek Kudła (Błękitni Kielce) Henryk Zajkowski (Gwardia Białystok)           |
| waga lekkopółśrednia (do 63,5 kg) | Jerzy Kulej (Gwardia Warszawa)        | Ryszard Petek (Avia Świdnik)      | Grzegorz Bohosiewicz (Wisła Kraków) Jerzy Dubisz (Gwardia Warszawa)          |
| waga półśrednia (do 67 kg)        | Zbigniew Zakrzewski (Wybrzeże Gdańsk) | Marian Kasprzyk (Górnik Wesoła)   | Sylwester Kaczyński (Legia Warszawa) Alfons Stawski (Błękitni Kielce)        |
| waga lekkośrednia (do 71 kg)      | Wiesław Rudkowski (Legia Warszawa)    | Leszek Ciuka (Błękitni Kielce)    | Władysław Kania (Gwardia Łódź) Ryszard Kozber (Brda Bydgoszcz)               |
| waga średnia (do 75 kg)           | Witold Stachurski (Błękitni Kielce)   | Edmund Hebel (Wybrzeże Gdańsk)    | Czesław Ptak (Turów Zgorzelec) Zbigniew Stasiełowicz (Brda Bydgoszcz)        |
| waga półciężka (do 81 kg)         | Stanisław Dragan (Hutnik Kraków)      | Janusz Gortat (Legia Warszawa)    | Władysław Piech (Widzew Łódź) Józef Pietrzak (Gwardia Wrocław)               |
| waga ciężka (powyżej 81 kg)       | Lucjan Trela (Stal Stalowa Wola)      | Ludwik Denderys (Gwardia Wrocław) | Tadeusz Kubacki (Gwardia Łódź) Ryszard Walicki (Górnik Wesoła)               |